# Carditopsis malvinae
Carditopsis malvinae is een tweekleppigensoort uit de familie van de Condylocardiidae. De wetenschappelijke naam van de soort is voor het eerst geldig gepubliceerd in 1842 door d'Orbigny.